# كوكتورك
الكوكتورك (بالتركية العثمانية: گوك توركلر وبالتركية الحديثة: Göktürkler؛ بالأذربيجانية: göytürklər؛ بالأوزبكية: koʻkturklar؛ بالتركية القديمة:   kök türük، الأتراك السماويون) هم جماعة مرتحلة من الترك في آسيا الداخلية الوسطى. وقد تَبِع الكوكتورك، تحت حكم الخاقان بومين (عام 552) وأبنائه، الرورانيين في تولي السلطة الرئيسية في المنطقة وأداروا تجارة طريق الحرير المربحة. وتعني كلمة گوك gök (بالتركية القديمة: 𐰚𐰇𐰚 kök) سماء في التركية الحديثة.
أصبح الكوكتورك هم العنصر القيادي الجديد بين شعوب البادية المختلفة في آسيا الوسطى، بعد أن ثاروا على خاقانية روران. وتوسعت الخاقانية التركية تحت قيادتهم لتحكم مناطق كبيرة في آسيا الوسطى. وفي الفترة ما بين عام 552 وعام 745، وحَّدت قيادة الكوكتورك القبائل التركية المرتحلة معًا في إمبراطوريةٍ واحدة، ولكنها انهارت في نهاية الأمر بسبب سلسلة من الصراعات التي دارت بين الأسر الحاكمة. [بحاجة لمصدر]

## أصل الكلمة
كان اسمهم باللغة التركية القديمة  تُرُك،   كوك تُرُك، أو  تُرُك.
وعُرِفت في المصادر التاريخية الصينية القديمة ك厥:wikt突:wikt (بينين: Tūjué، ويد-جيلز: توتشوي (T'u-chüeh)، اللغة الصينية القديمة Guangyun: تُسمَّى dʰuət-kĭwɐt). وفقًا للمصادر الصينية، كان معنى كلمة Tūjué هو «خوذة الحرب» (兜鍪؛ بـالبينيية: dōumَu، ويد-جيلز: tou-mou)، وذلك، كما ذكرت التقارير، لأن شكل منطقة Jinshan (وهو 金山 jīnshān، جبال ألتاي) التي كانوا يعيشون فيها كان يشبه خوذة الحرب - ومن ثمَّ سمَوا أنفسهم 突厥 أي (Tūjué / T'u-chüeh).
وتعني كلمة Göktürks «الأتراك السماويين». ويتسق ذلك مع «عقيدة الحكم الإلهي المقدس» والتي كانت عنصرًا محوريًا في الثقافة الألطية السياسية، وتوارثها الكوكتورك من أسلافهم في منغوليا. وبالمثل تمامًا، ربما يكون اسم قبيلة آشينا الحاكمة مشتقًا من مصطلح الساكا الخوتاني الموازي لـ "deep blue"،āڑڑɪna. وقد يشتق الاسم أيضًا من قبيلة التونجوسية لها صلة بـآيشن جيورو.
وتعني كلمة Türk «قويًا» في التركية القديمة.

## الأصول
لقد نشأ حكام الكوكتورك من قبيلة آشينا، وهي قبيلة ذات أصول غير معروفة عاشت في الركن الشمالي من آسيا الداخلية.
وفقًا لكتاب جو وتاريخ الأسر الحاكمة الشمالي، كانت آشينا فرعًا للكيونغنو، ووفقًا لكتاب سوي وتونغديان، فهم «بربر مهجنون» (雜胡 / 杂، بينين: zل hْ، وبويد-جيلز: tsa hu) من بينغليانج. لقد ذكر كتاب سوي أنه عندما أطاح الإمبراطور تايوو إمبراطور ويي الشمالية بجوجو موجيان إمبراطور ليانج الشمالية في 18 أكتوبر 439، فرت أكثر من 500 أسرة إلى خاقانية روران. عاش الكوكتورك في شمال جبال ألتاي لأجيالٍ بجانب خاقانية روران، حيث اشتغلوا بأعمال المعادن. وفقًا لدينيس سينور، مثَّل صعودهم إلى السلطة «ثورة داخلية» في التحالف، أكثر من كونها احتلالاً خارجيًا. أما بالنسبة لتشارلز هولكومب، فكان سكان توجو القدامى أكثر تنوعًا وحتى أن العديد من أسماء حكام الكوكتورك لم تكن تركية.

## الخاقانية الأولى
بدأ صعود الكوكتورك إلى السلطة عام 546 عندما قام الخاقان بومين بضربةٍ استباقية ضد قبائل الأويغور وشعب تيلي الذين كانوا يخططون للقيام بتمردٍ ضد حكامهم من الروران. ومقابل هذه الخدمة كان الخاقان بومين يتوقع مكافأته بأميرة رورانية؛ أي بأن يتزوج من العائلة الملكية. إلا أن الكاغان الروراني أناجوي بعث إليه برسول ليوبخه، قائلاً إليه: «أنت عبد يعمل حدادًا عندي. فكيف تجرؤ على قول ذلك؟». وبشأن عبارة أناجوي بأن الخاقان بومين ما هو إلا «عبد وحداد لديه» (鍛奴 / 锻奴, Pinyin: duànnú, Wade-Giles: tuan-nu) ففي التسجيلات الصينية تعليقًا على هذا؛ حيث يدعي البعض أن الكوكتورك كانوا بالفعل خدمًا حدادين عند النخبة من الروران، وبأن «استرقاق الحِدادة» هذا ربما يشير إلى نوعٍ من النظام الإقطاعي الذي كان يسود المجتمع الروراني حينذاك. وطبقًا لما ذكره دينيس سينور، فإن هذه الإشارة تدل على أن الكوكتورك كانوا متخصصين في الصناعات المعدنية مع أنه ليس واضحًا إذا كانوا قد اشتغلوا عمالاً بالمناجم، أم أنهم كانوا حدادين حقًا.
وبعد خيبة الأمل التي أصابت بومين، قرر أن يتحالف مع دولة وي الغربية ضد الروران، مع العلم بأنها عدوهم المشترك. وبالفعل في عام 552 (الحادي عشر من شهر فبراير وحتى العاشر من شهر مارس لعام 552)، استطاع بومين هزيمة الخان الروراني أناجوي في شمال هوايهوانغ (والتي تُسمى في الوقت الحاضر بـتشانغجياكو، وخبي).
وبعد أن أظهر بومين براعته أثناء المعركة وأيضًا تفوقه الدبلوماسي، نصَّب ليج نفسه خاقانا للدولة الخاقانية الجديدة في أوتوكان ولكنه مات بعدها بعامٍ واحد. ولكن ابنه موكان خاقان استكمل مسيرة والده وهزم إمبراطورية هيفثاليت (厭噠)، والخيتان (契丹) والقرغيز (契骨). لُقِّب شقيق بومين إيستامي (توفي 576) بـيبغو الغرب وتعاون مع الساسانيين الفرس لإلحاق الهزيمة بإمبراطورية هيفثاليت، التي كانت حليفة الروران، والقضاء عليها نهائيًا. وقد أدت هذه الحرب إلى إحكام أشينا لقبضتها على طريق الحرير ودفعت آفار أوروبا إلى النزوح نحو أوروبا.[بحاجة لمصدر]
أدت السياسة التي اتبعها إيستامي في توسعه ناحية الجهة الغربية إلى دخول الكوكتورك في أوروبا الشرقية.[بحاجة لمصدر] ففي عام 576، عبر الكوكتورك مضيق البوسفور السيمري إلى شبه جزيرة القرم. وبعدها بخمس سنوات حاصروا شبه جزيرة خيرسونيسوس؛ وظلت فرق الخيالة تجوب سهوب شبه جزيرة القرم حتى عام 590. أما بالنسبة إلى الحدود الجنوبية، فقد تم سحبهم ناحية جنوب آمو داريا أو (جيحون) (أوكسوس)، مما تسبب في تورط الأشينا في صراعٍ ضد حلفائهم السابقين؛ ساسانيي الفرس. أما كثير من منطقة باختر (بما فيها مدينة بلخ) فقد ظلت تابعة للأشينا حتى نهاية القرن.

## الحرب الأهلية

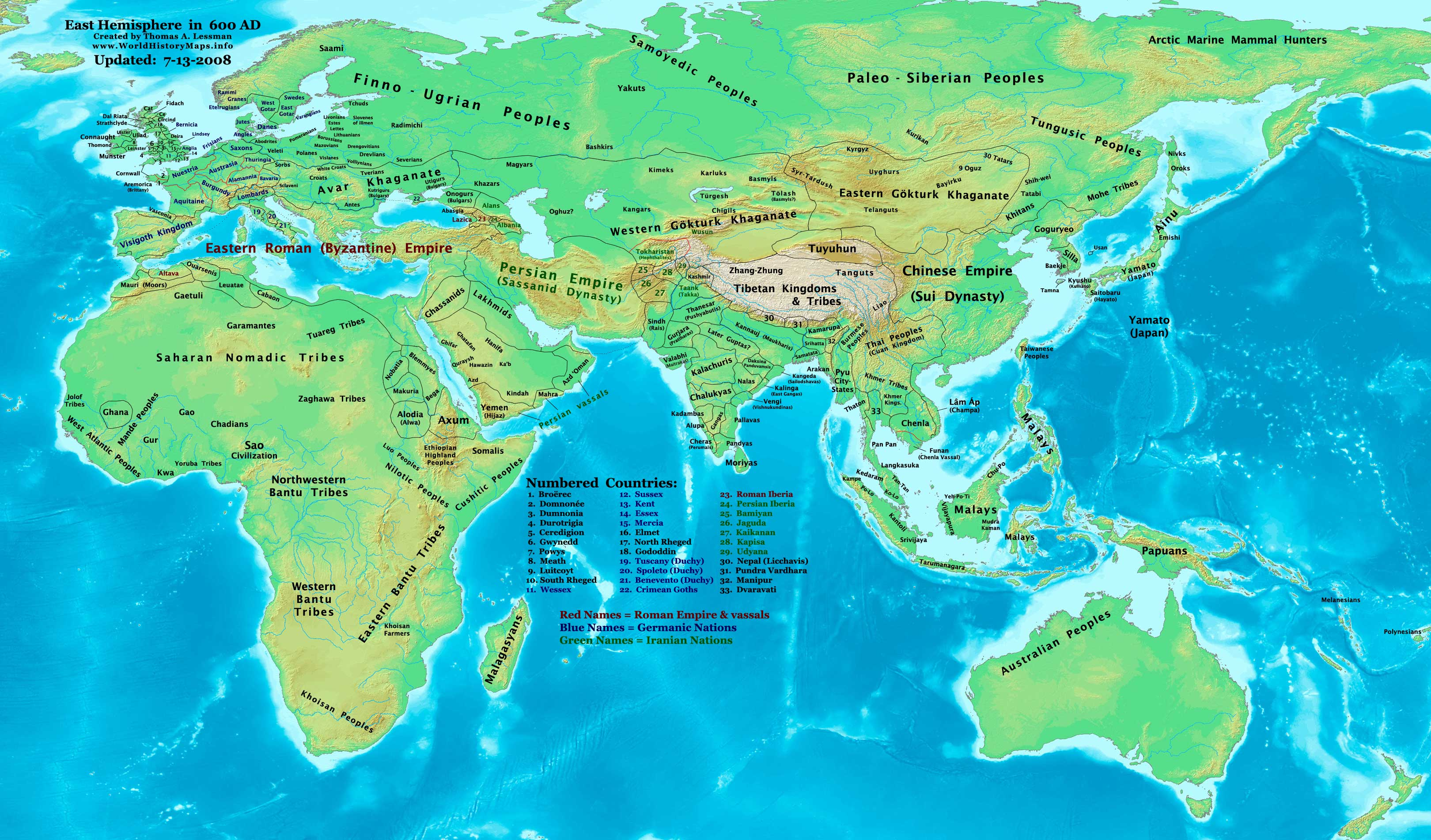
الخاقانيات التركية في أوج ازدهارها

حدث أول انشقاق [بحاجة لمصدر] في الخاقانية التركية وجعلها تنقسم إلى شطرين بعد وفاة الخاقان الرابع: تاسبار خاقان (حوالي عام 584). فقد أوصى قبل وفاته بأن ينتقل لقب خاقان إلى ابن موكان: أهينا دالوبيان، إلا أن المجلس الأعلى عين إيشبارا خاقان بدلاً منه. ومن هنا تشكلت الفصائل والشيّع حول كلا القائدين. وأمام أربعة خاقانات استمرت المنافسة بينهم طويلاً وكل واحدٍ منهم يدعي لنفسه لقب خاقان. نجحت المملكتان الصينيتان سوي ومملكة تانغ في استغلال هذه المنافسة وإشعال فتيل الصراع بين الخاقانات بعضهم بعضًا.[بحاجة لمصدر]
من بين هؤلاء المتنافسين، كان المنافس الأكثر خطورةً هو الخاقان الغربي: تاردو، ابن إيستامي، وهو رجل عنيف وطموح قد سبق بالفعل وأعلن نفسه مستقلاً عن الخاقان بعد وفاة أبيه. لذلك لقب نفسه في الحال خاقان ثم قاد جيشًا تجاه الشرق للفوز بكرسي السلطة الملكية، أوتوكان.[بحاجة لمصدر]
وفي محاولة منه لدعم منصبه، طلب إيشبارا الخاقانية الشرقية من الإمبراطور الصيني يانغدي (إمبراطور مملكة سوي) الحماية. لذلك قام تاردو عام 600 بمهاجمة تشانغآن، عاصمة سوي، مطالبًا من الإمبراطور يانغدي توقفه عن التدخل في الحرب الأهلية. انتقامًا منه وردًا على هجماته نجحت الدبلوماسية الصينية في تحريض التابعين لتاردو من شعب تيلي على التمرد؛ مما أدى إلى نهاية حكم تاردو عام 603.وكان من بين القبائل المنشقة: قبيلة الأويغور وقبيلة سير-تاردوش.[بحاجة لمصدر]

## الخاقانية التركية الشرقية
أدت الحرب الأهلية إلى انقسام الإمبراطورية إلى شطرين شرقي وغربي. فظل الجزء الشرقي تحت حكم أوتوكان وبقيت إمبراطورية سوي تحميه، كما احتفظ باسم كوكتورك. ولكن الخاقانين الشرقيين شيبي (609-19) وليج (620-30) شنا هجومًا على الصين وهي في أضعف فتراتها أثناء الانتقال من مملكة سوي إلى مملكة تانغ. ففي يوم الحادي عشر من سبتمبر لعام 615  أحاط جيش الخاقان شيبي بالإمبراطور يانغ إمبراطورسوي في مقاطعة يانمين (التي تُسمى حاليًا) بـمقاطعة داي، وشينجو، وشانشي).
وفي عام 626، استغل الخاقان ليج حادثة شيوان ووغيت وخرج إلى تشانغآن. وفي الثالث والعشرين من سبتمبر عام 626، وصل  الخاقان ليج وخيالته الحديدية لضفة نهر وي في شمال جسر بيان (في الوقت الحاضر يُسمى شيانيانغ، وشانشي). في الخامس والعشرين من سبتمبر عام 626، شكَّل  لي شي مين (الإمبراطور تايسونغ) والخاقان ليج تحالفًا من خلال ذبح حصانٍ أبيض على جسر بيان. ودفع تانغ تعويضًا ووعد بدفع جزياتٍ أخرى، ومن الجهة الأخرى أمر الخاقان ليج بانسحاب خيالته الحديدية فيما يُسمى بـ (تحالف نهر وي، 渭水之盟 أو تحالف بيان تشياو 便橋會盟 / 便桥会盟). وعامةً، فقد تم إحصاء عدد الغارات التي اقتحمت الأراضي الصينية ووصل عددها لسبع وستين غارة.
قبل منتصف أكتوبر عام 627، غطت الثلوج الثقيلة في السهوب المنغولية الأرض حتى عمق عدة أقدام، وحرمت بذلك ماشية البدو الرحل من المرعى وتسببت في موت أعدادٍ هائلة من الحيوانات. طبقًا لما ورد في الكتاب الجديد لمملكة تانغ في عام 628، ذكر تايسونغ أنه «كان هناك صقيعٌ في منتصف الصيف. وظلت الشمس تشرق من نفس المكان لمدة خمسة أيام. كما ظل القمر على نفس المستوى من الضوء لمدة ثلاثة أيام. ثم امتلأ المكان بالهواء الأحمر (عاصفة ترابية).»
وقد سقط حكم الخاقان ليج نتيجة تمرد القبائل التابعة له من شعب تيلي (626-630)، بعد تحالفهم مع الإمبراطور تايسونغ (إمبراطور مملكة تانغ). وقد اتضح هذا التحالف القبلي في السجلات الصينية تحت اسم هويهي (أويغور).[بحاجة لمصدر]
في السابع والعشرين من شهر مارس لعام 630، هزم جيش تانغ تحت قيادة لي جينغ الخاقانية التركية الشرقية تحت قيادة الخاقان ليج في معركة ينشان (陰山之戰 / 阴山之战). وفر الخاقان ليج إلى إيشبارا شاد. ولكن في اليوم الثاني من شهر مايو عام 630، استبق جيش  تشانغ باوهيانغ الخاقان ليج ووصل إلى مقر إيشبارا شاد. ثم بعد ذلك تم أسر الخاقان ليج وإرساله إلى تشانغآن. وبذلك انهارت الخاقانية التركية الشرقية وتم إدراجها بداخل نظام الجيمي لمملكة تانغ. وقال الإمبراطور تايسونغ (إمبراطور مملكة تانغ) بشأن ذلك: «يكفيني تعويض العار الذي وصمني عند نهر وي.»

## الخاقانية التركية الغربية
أقام الخاقان الغربي شيكوي والخاقان تونج يابغو حلفًا مع الإمبراطورية البيزنطية ضد الفرس الساسانيين وتمكنوا من استرجاع الحدود الجنوبية على نهري تاريم وأوكسوس. وكانت عاصمتهم (عاصمة الخاقانية الغربية) هي مدينة سوياب في وادي نهر تشوي، ومساحته حوالي 6 كم جنوب شرق مدينة توكموك الحديثة. في عام 627، أطلق تونج يابغو، بمساعدة الخازار والإمبراطور هرقل، غزوات عنيفة على القزقاز انتهت باحتلال مدينة دربند ومدينة تبليسي (للتفاصيل، انظر الحرب الفارسية التركية الثالثة). وفي إبريل عام 630، أرسل بوري شاد نائب تونج مجموعة من فرسان الكوكتورك ليقوموا بغزو جمهورية أرمينيا، حيث نجح اللواء، تشوربان تارخان بتوجيه جزء كبير من قوات الفرس لصالحه. وبعد قتل تونج يابغو عام 630، انسحب أتراك الكوكتورك من القوقاز.[بحاجة لمصدر]
تم تحديث الخاقانية التركية الغربية في الإصلاح الإداري الذي قام به خاقان إشبارا (حكم في الفترة بين 634-639) وسُمي الإصلاح بعد هذا باسم أونوك (Onoq). يشير هذا الاسم إلى «العشرة أسهم» الذين أمّنهم الخاقان إلى خمسة قواد (shads) من الاتحادين التأسيسيين للقبيلة، قبيلة دولو ونوشيبي، واللذين يقسم أراضيهما نهر تشوي. أدى هذا الانقسام إلى نمو اتجاهات متفرقة، وبعد فترة قصيرة، انفصلت القبائل البلغارية التي كان قائدها كوبرات من قبيلة دولو عن الخاقانية التركية الغربية. وفي عام 657، قام لواء أسرة تانج، سو دنج فانج بغزو الجزء الشرقي من الخاقانية، وأصبح الجزء الأوسط خاقانية مستقلة للخازار يحكمه فرع من فروع أسرة أشينا.[بحاجة لمصدر]
وتم التصريح بأن إمبراطور أسرة تانج من تايزونج أصبح خاقان الكوكتورك.
في عام 659، استطاع إمبراطور أسرة تانج الصيني أن يحكم الطريق الحريري بالكامل وأطلق عليه اسم Po-sse ((بالصينية: 波斯؛ البينيين: bōsī)، بلاد فارس). فأصبح أتراك الكوكتورك الآن يحملون ألقابًا صينية ويحاربون بجانب الصينيين في حروبهم. شهدت الفترة بين 659-681 العديد من الحكام المستقلين فكان منهم: الضعيف والمُقسَم والذي يشترك في حروب تافهة. في الشرق، هزم الأويغوريون حلفاءهم السابقين أهل آسيا الشمالية والمركزية Syr-Tardush؛ وفي الغرب، تتابع الخلفاء من قبيلة تورجش على حكم أونوك.

## تركيا الشرقية تحت نظام جيمي
في يوم 19 مايو عام 639، قام أشينا جيشيشواي ورجال قبيلته بالاعتداء على تاي زونج في قصر جيوشينج (九成宮، في الوقت الحاضر مقاطعة لينيو، باوجي، شانكسي). ولكنهم لم يتمكنوا من قتله وهربوا إلى الشمال، ومع ذلك تمت ملاحقتهم والقبض عليهم وقتلهم بالقرب من نهر وي. وتم نفي أشينا هيكسيانجو إلى لينجبياو. وبعد محاولة قتل أشينا جيشيشواي الفاشلة، في 13 أغسطس 639 قام  تايزونج بتعيين أشينا سيمو كخان «ليمينيشيكيليبي» وأمر الأتراك أن تتبعه إلى شمال النهر الأصفر ليستوطنوا بين سور الصين العظيم وصحراء جوبي.
في عام 679، أعلن أشيد وينفو وأشيد فينجزي اللذان كانا قائدين تركيين لحامية شانيو (單于大都護府) أن أشينا نيشوفو أصبح خاقانًا وثأرا ضد أسرة تانج. وفي عام 680، هزم بي إكسنجيان أشينا نيشوفو وجيشه. وقام رجاله بقتل أشينا نيشوفو. عَين أشيد وينفو أشينا فونيان خاقانًا وثار مرة أخرى على أسرة تانج. ولكنهما استسلما إلى بي إكسنجيان. وفي 5 ديسمبر681،، تم تنفيذ حكم الإعدام العلني في السوق الشرقي لشانغان على 54 تركيًا منهم أشيد وينفو وأشينا فونيان. في 682، أشينا كوتلوج وأشيد يوانزين قاما بثورة واحتلا قلعة هيشا (في الشمال الغربي لما يسمى الآن مدينة هوهوت، منغوليا الداخلية) مع باقي رجال أشينا فونيان.

## الخاقانية التركية الثانية

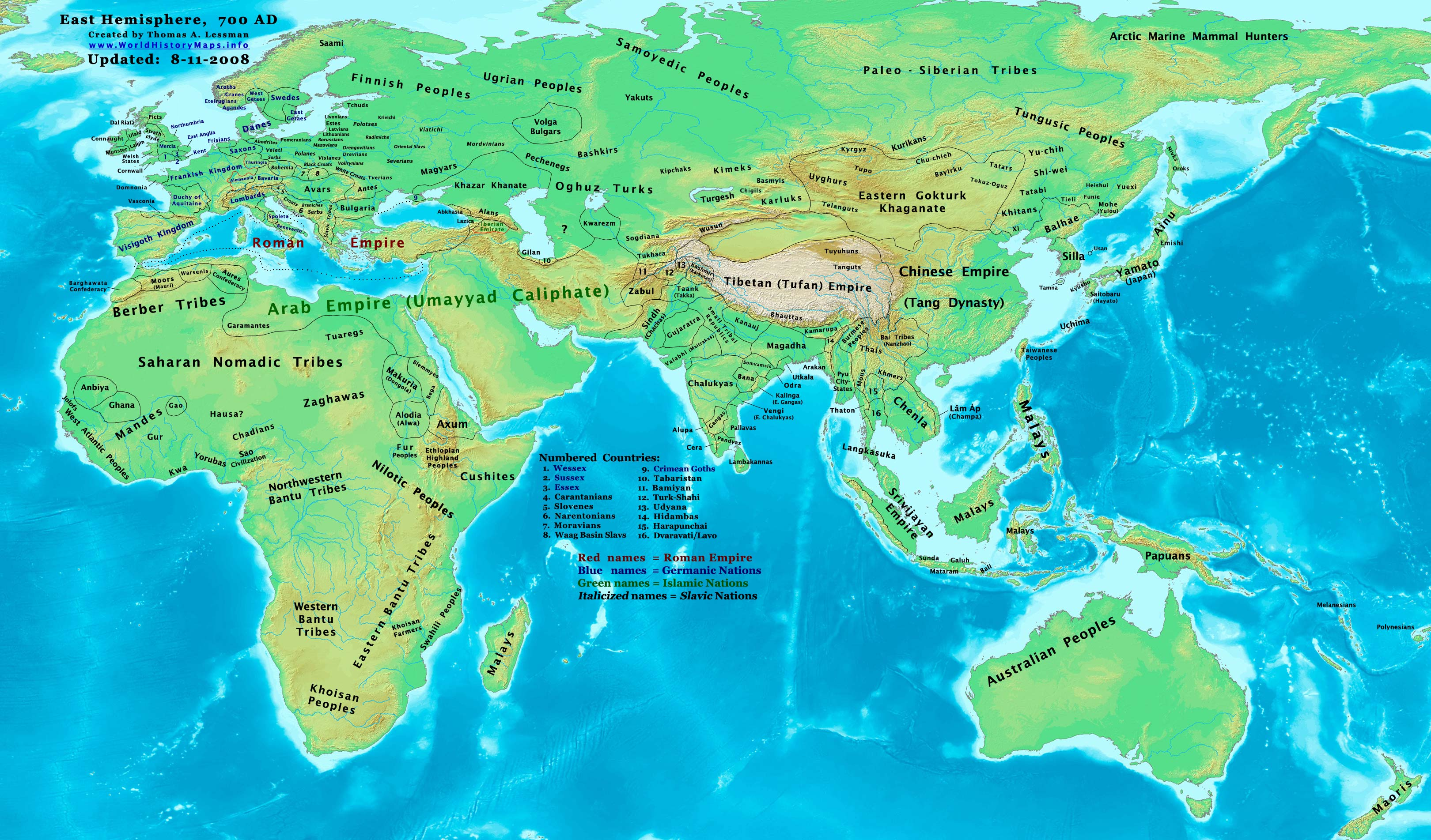
آسيا عام 700، تعرض الخاقانية التركية الثانية.

تمثال رخامي منحوت لرأس اللواء التركي كول تكين (في القرن الثامن). تم اكتشافه في وادي أورخون.

رغم كل النكسات، نجح أشينا كوتلوج (خاقان إلترش) وأخوه خاقان قباغان في إعادة بناء الخاقانية. حيث ثارا على هيمنة أسرة تانج الصينية على الحكم عام 681[بحاجة لمصدر]، وبمرور العقود، تمكنا من حكم منطقة السهوب خلف سور الصين العظيم. وفي عام 705، انطلقا إلى الجنوب إلى مدينة سمرقند وهددا حكم العرب لبلاد ما وراء النهر. اصطدم أتراك الكوكتورك بالخلافة الأموية في عدة معارك (712-713) انتصر فيها العرب.
طبقًا لما ذكره أشينا،[بحاجة لمصدر] تمركزت قوة الخاقانية الثانية في مدينة أوتوكان (الفرع العلوي لنهر أورخون). وصف المؤرخون هذه المدينة بأنها «مشروع مشترك بين قبيلة أشينا وولايات سوقديانا، بالتعاون مع عدد كبير من موظفي الحكومة الصينية أيضًا». تميز خاقان بيلجي ابن الأمير إلترش بإنه كان قائدًا قويًا أيضًا وتم تسجيل أعماله في كتابات أورخون. وانحدرت الخاقانية التركية الثانية بعد موته عام 734. حيث وقع الأتراك ضحية كوارث داخلية وحملات صينية متجددة.
عندما ضم خاقان كول بيلجي من الأويغور نفسه إلى قبيلة القارلوق وقبيلة الباسميل واتحد معهما، تناقصت قوة أتراك الكوكتورك كثيرًا. وفي عام 744، استولى كوتلوك على أوتوكان وقطع رأس آخر خاقان لأتراك الكوكتورك وهو خاقان أوزميش، الذي تم إرسال رأسه إلى محكمة أسرة تانج الصينية. وخلال سنوات قليلة، سيطر الأويغوريون على آسيا الداخلية وأسسوا خاقانية الأويغور.

## العادات والثقافة

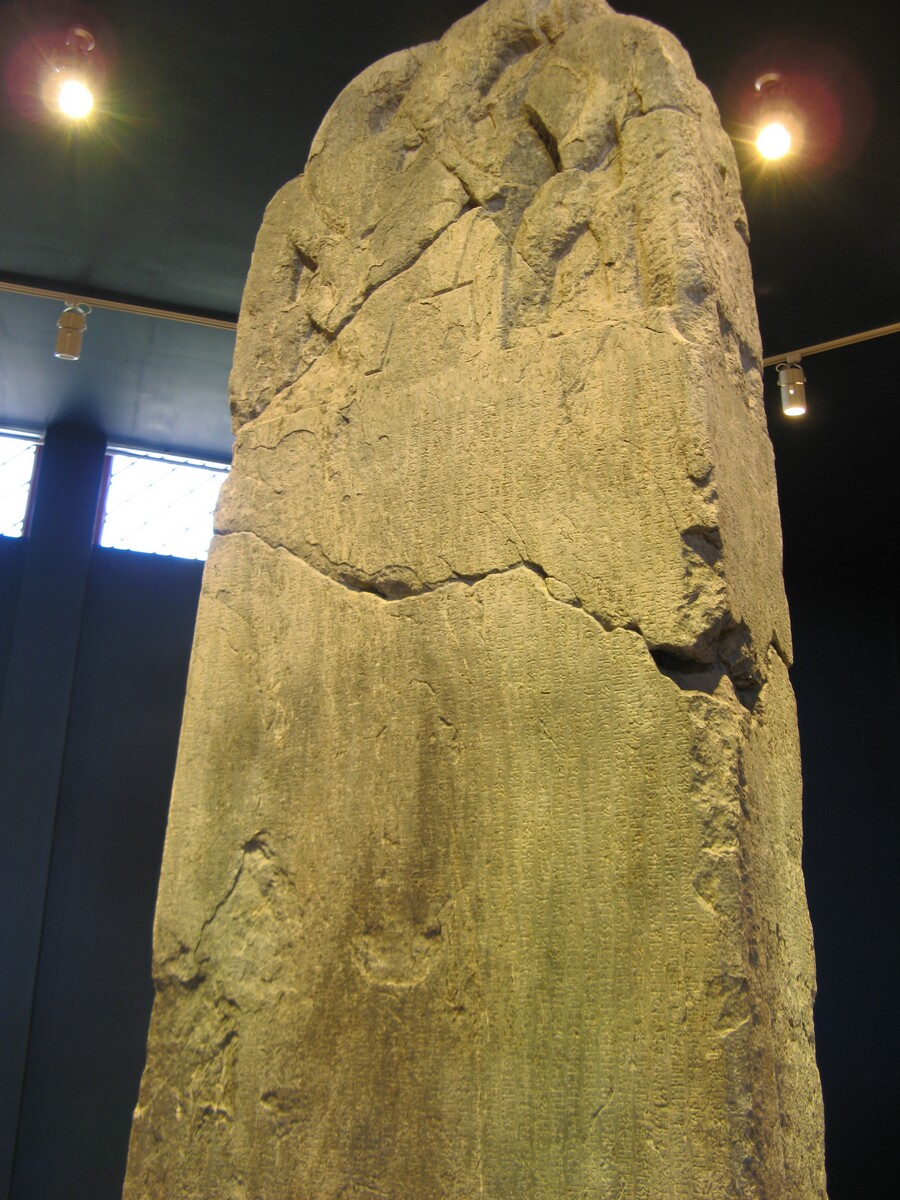
نصب تذكاري لبيلج خاجان، وادي أورخون، منغوليا

### أصل قبيلة أتشينا أو أشينا
في عام 439 بعد الميلاد في آسيا الوسطى كانت إحدى القبائل المميَّزة التي تُعرف باسم «أتشينا» أو «أشينا» تقطن الأرض التي تقع حاليًا في مقاطعة شينجيانغ شمال غرب الصين أو تركستان الشرقية. كانت هذه القبيلة تتحدث اللغة التركية أو المنغولية، كما كانت من فلول الطبقة الأرستقراطية بإمبراطورية قبائل الاستبس السابقة كوينغنو التي قضت عليها سلالة هان الصينية في حوالي عام 100 بعد الميلاد. يرى المؤرِّخ الشهير «ليف جوميليف» أن اسم هذه القبيلة مقتبَس من المعنى المنغولي لكلمة ذئب "chono" ومن كلمتي "china" أو "shina" مع زيادة البادئة الصينية "A" عليهما حيث يُقصد به الشيء الهام الرئيسي المحترم. وبالتالي يُقصد باسم القبيلة ككُل الذئب النبيل أو «الـ» ذئب فقط.

### النظام السياسي
يشير بيتر بنجامين جولدن إلى احتمالية أن أفراد قبيلة أشينا وهم قادة إمبراطورية الكوكتورك كانوا في الأصل يتحدثون اللغات الهندو-أوروبية (ربما كانوا إيرانيين)، ثم أصبحوا فيما بعد يعتمدون على اللغة التركية ولكنهم ورِثوا الألقاب الهندو-أوروبية الأصلية. كتب عالم اللغات التركية الألماني ولفجانج شارليب أن العديد من الألفاظ الرئيسية تُعد إيرانية الأصل بما في ذلك العناوين كلها تقريبًا.
كان خان كوكتورك المؤقت الذي ينتمي لقبيلة أشينا تابعًا للسلطة السيادية التي تُركت في أيدي أحد مجالس زعماء القبائل[بحاجة لمصدر].

### اللغة والأسلوب
يُعتبر شعب كوكتورك أول الشعوب التركية التي اشتهرت بكتابة لغتهم في الكتابات التركية القديمة. تم تدوين بعض القصص الحقيقية مثل قصة كول تكين وقصة بيلج خاقان وقصة المستشار تونيوكوك في كتابات أورخون.

### الديانة
قامت الخاقانية باستقبال بعثاتٍ تبشيريةٍ من الدين البوذي ودين آسيا الوسطى، وبعدها اعتنق معظم الأتراك الذين يسكنون آسيا الوسطى والشرق الأوسط وأوروبا الشرقية دين الإسلام.